# Deutelbach
Deutelbach ist ein Gemeindeteil der Gemeinde Aura im Sinngrund im unterfränkischen Landkreis Main-Spessart in Bayern. Deutenbach liegt in der Gemarkung Aura im Sinngrund.

## Geographie
Der Weiler liegt im Spessart unweit der bayerisch/hessischen Landesgrenze auf 385 m ü. NHN und ist über die Staatsstraße 2303 von Burgjoß oder von Aura zu erreichen. Deutelbach liegt als Exklave, umgeben vom gemeindefreien Gebiet Burgjoß zwischen Aura und Pfaffenhausen.

## Geschichte
Deutelbach wurde im Jahr 1654 erstmals urkundlich erwähnt. Der Weiler in einer Waldrodung gehörte historisch zu Burgjoß im Jossgrund. Als Bayern 1867 das Landgericht Orb an Preußen abtreten musste, verblieb Deutelbach bei Bayern, während der restliche Jossgrund zu Preußen kam.